# 앙리 쥐베르
장 앙리 쥐베르(Jean Henri Zuber, 1844년 6월 24일 오랭 주 릭사임 ~ 1909년 4월 7일 파리)는 알자스 출신의 풍경화가이다. 쥐베르는 나폴레옹 3세 치하의 프랑스 해군에 복무하면서 제도사로 일했고, 이 경력을 살려 화가가 되었다. 순수한 화가가 된 것은 1872년의 일로, 이 이후 죽을 때까지 화가로 지냈다. 수채화, 유화, 파스텔화 등 여러 가지 그림을 자유자재로 그린 다재다능한 화가였으며, 매년 살롱 전에 출품하여 숱한 상을 수상했다.
병인양요 때 사관으로서 종군했으며, 이때의 수기 《조선 원정기(Une expédition en Corée)》가 남아 있다. 1886년에 레지옹 도뇌르 훈장을 받았으며, 1909년에 위궤양으로 사망했다.

## 작품

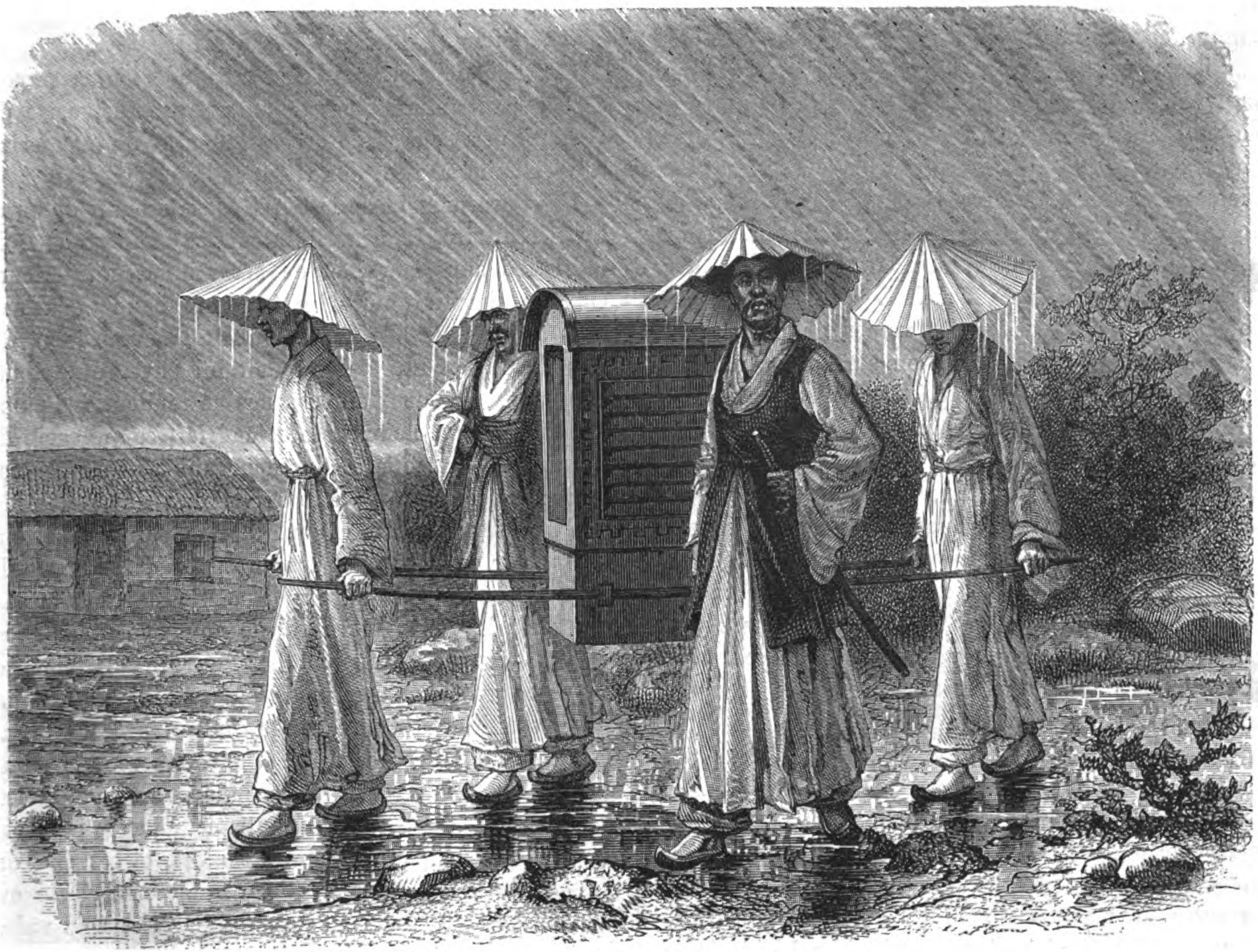
《조선 원정기》의 삽화 (1873)
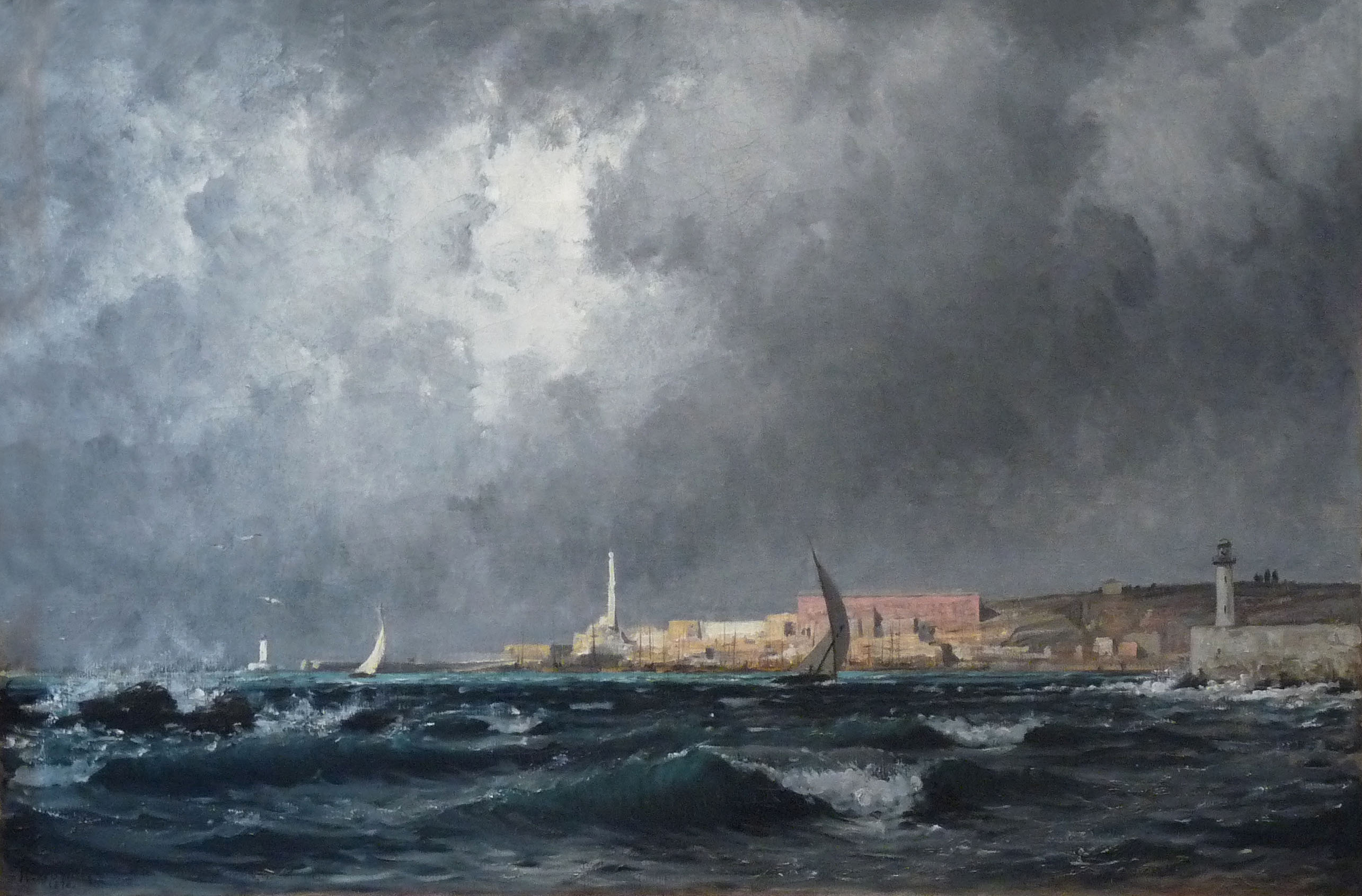
《제노바 항구 입구》 (1876, 캔버스에 유화)

## 같이 보기
- 레지옹 도뇌르 훈장